# Fritz Heinemann (filosof)
Fritz Heinemann, född den 8 februari 1889 i Lüneburg, död den 7 januari 1970 i Oxford, var en tysk filosof, en av existensfilosofins kritiker. 
Heinemann härstammade från en ansedd judisk familj i Lüneburg. Han studerade från 1907 filosofi i Cambridge, Marburg, München och Berlin. År 1912 promoverades han med arbetet Der Aufbau von Kants Kritik der reinen Vernunft und das Problem der Zeit. 
Efter första världskriget var han lärare i matematik vid Kaiser-Friedrich-Realgymnasium i Berlin. År 1922 blev han docent och var från 1930 till 1933 extra ordinarie professor vid universitetet i Frankfurt am Main. 
Efter att ha förlorat undervisningsrätten efter nazisterna maktövertagande 1933 begav Heinemann sig till Amersfoort och till Sorbonne i Paris, där han lärde känna Gabriel Marcel och Nicolai Berdjajev. 
Hans fortsatta livsväg förde honom över Turkiet 1937 till England. Från 1939 till 1956 undervisade han som  professor vid Manchester College i Oxford. Från 1957 var han som emeritus åter verksam i Frankfurt.